# Alone with Everybody
Alone with Everybody (engl.: Mit Allen alleine) ist das Solo-Debütalbum des britischen Rocksängers Richard Ashcroft. Es wurde am 26. Juni 2000 veröffentlicht, erreichte Platz 1 der britischen Albumcharts und erlangte Platinstatus. Es ist durch ein kontinuierlich komplexes Songwriting und countryesken, folkhaften Britpop mit selektiven psychedelischen Elementen gekennzeichnet.

## Hintergrund
Richard Ashcroft war der erste der ehemaligen Verve-Mitglieder, der nach der Trennung von The Verve ein Jahr zuvor mit einer Albumveröffentlichung aufwarten konnte. Unterstützt wurde er dabei vom ehemaligen Band-Schlagzeuger Peter Salisbury. Ashcroft hatte bereits in der Endphase des Bandbestehens mit Aufnahmen für ein Soloalbum begonnen. Dabei wurden die Aufnahmen von diversen Pannen begleitet. Zunächst gab es einige Streitfragen bezüglich des Vertrages, der von The Verve fünf Alben abverlangte und nun auf Ashcroft übertragen werden sollte. Zum Zweiten verschwanden während der Produktion sämtliche Aufnahmen, so dass Ashcroft alle bis dato fertiggestellten Lieder neu einspielen musste.

## Beschreibung
Mit A Song for the Lovers beginnt das Album mit einem Song, der bereits 1995/1996 bei The Verve-Sessions entstand und in der engeren Auswahl für die Urban Hymns stand. Zu der Zeit noch als Rocksong mit einer stark verzerrten Gitarre, wurde das Lied für Alone with Everybody zu einer Pop-Hymne mit viel Streichern und geradlinigerem Schema umarrangiert. Als Vorabauskopplung und erstes Solostatement von Ashcroft erreichte es Platz 3 der britischen Singlecharts. Auch New York und C'mon People stammen noch aus den Verve-Sessions mit Simon Tong als Ersatzgitarristen für Nick McCabe.
New York und Money to Burn sind zwei eher rockigere Tracks, während der Rest des Albums von sanften, eingängigen Pophymnen (C'mon People oder Crazy World) und soften Balladen wie I Get My Beat oder Slow Was My Heart geprägt wird. Brave New World zählt auch zu den sehr ruhigen Momenten des Albums und wurde von Aldous Huxleys Schöner neuen Welt inspiriert.

## Singles
- A Song for the Lovers – 3. April 2000
- Money to Burn – 12. Juni 2000
- C'mon People (We're Making It Now) – 11. September 2000

## Tracklist
1. "A Song for the Lovers" – 5:26
2. "I Get My Beat" – 6:02
3. "Brave New World" – 5:59
4. "New York" – 5:30
5. "You on My Mind in My Sleep" – 5:06
6. "Crazy World" – 4:57
7. "On a Beach" – 5:09
8. "Money to Burn" – 6:15
9. "Slow Was My Heart" – 3:44
10. "C'mon People (We're Making It Now)" – 5:03
11. "Everybody" – 6:34